# Potosí
Potosí és una ciutat boliviana, capital del departament de Potosí.
Es troba a una altitud de 3.967 m sobre el nivell de mar i té una població aproximada d'1.000.000 habitants. És la segona ciutat més alta del món, després de la ciutat peruana de Cerro de Pasco. S'estén per les faldes del Cerro Rico, una muntanya que comptava amb una gran veta d'argent, que sempre va dominar l'horitzó de la ciutat.

## Història
La història inicial de la ciutat és una barreja intricada de fets fantàstics amb verídics, per la qual cosa és difícil distingir la història de la llegenda. Es diu que les vetes d'argent van ser descobertes de forma casual, una nit de l'any 1545, per un pastor quítxua anomenat Diego Huallpa, que es va perdre mentre tornava amb el seu ramat de llames. Decidir acampar al peu del Cerro Rico i va encendre una gran foguera per abrigar-se del fred. Quan va despertar al matí, es va trobar que, entre les brases fumejants de la foguera, brillaven filets d'argent, fosos per la calor del foc. El turó, aparentment, era tan ric en vetes d'argent que la mateixa es trobava a tocar de terra. L'1 d'abril de 1545, un grup d'espanyols encapçalats pel capità Juan de Villarroel prengué possessió del Cerro Rico, després de confirmar la troballa del pastor, i immediatament van establir-hi un poblat.
Segons una altra versió, els Inques ja coneixien l'existència d'argent al turó, però quan l'emperador inca va intentar començar l'explotació del turó, en fou expulsat mitjançant una estrepitosa explosió (d'on deriva el nom del lloc, "¡P'utuqsi! "), prohibeix d'extreure la plata, que estava reservada "per als que vinguessin després ". Els historiadors veuen en aquesta variant una deliberada influència dels espanyols en la llegenda, per legitimar les seves tasques en el turó.
El cert és que per a 1570, tan sols vint-i-cinc anys després del seu naixement, la seva població ja era de 50.000 habitants. Inicialment es va constituir com un assentament miner dependent de la ciutat de La Plata (avui Sucre) però, després d'una llarga lluita per aconseguir la seva autonomia, va adquirir el rang de ciutat el 21 de novembre de 1561 mitjançant una capitulació expedida pel llavors Virrei del Perú Diego López de Zúñiga y Velasco, comte de Nieva.

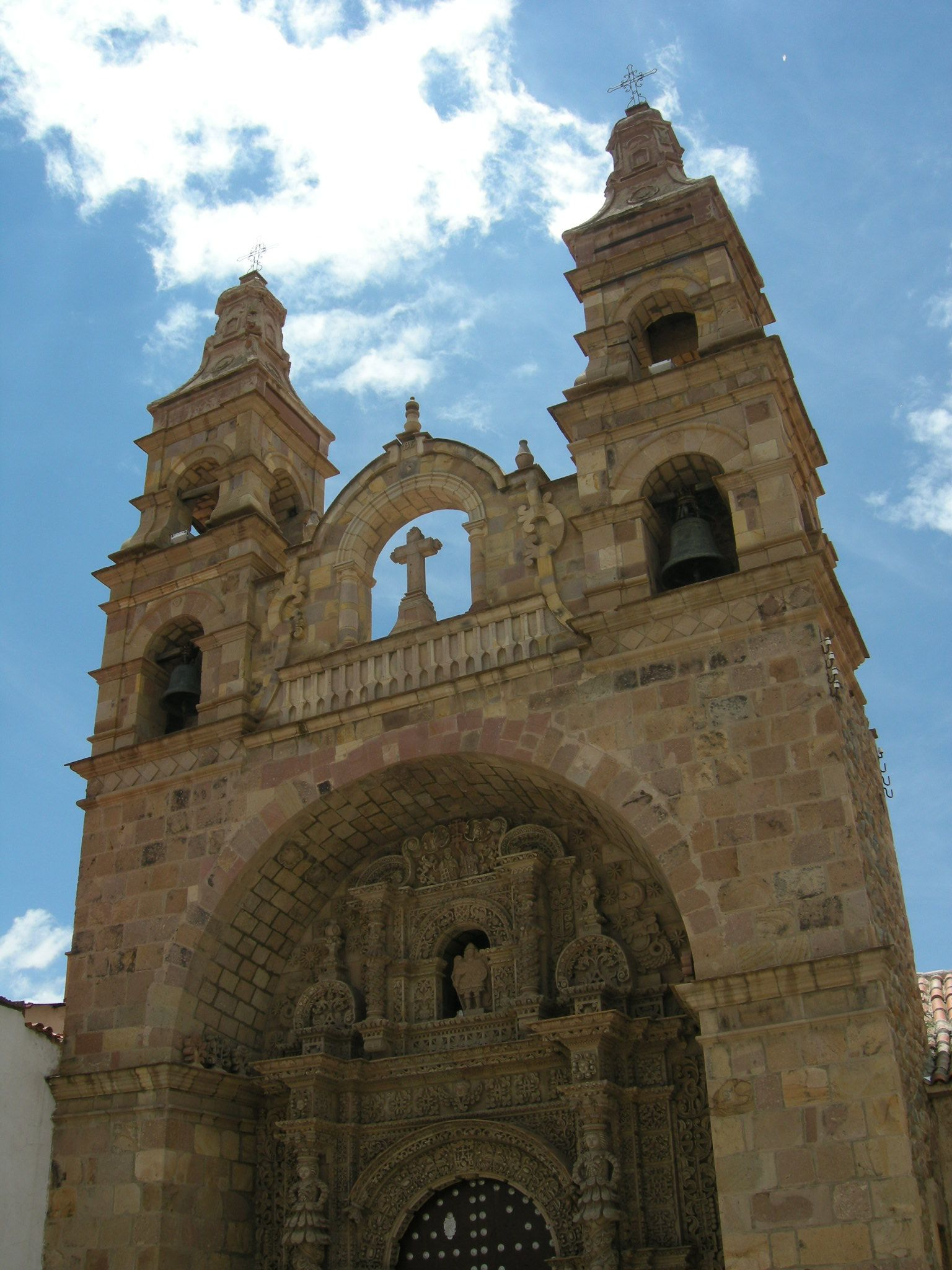
Església de San Lorenzo

Mitjançant aquesta capitulació, la ciutat va rebre el nom de Villa Imperial de Potosí i va adquirir el dret a triar a les seves autoritats. La immensa riquesa del Cerro Rico i la intensa explotació a la que el van sotmetre els espanyols van fer que la ciutat la ciutat creixés de manera sorprenent. El 1625 tenia ja una població de 160.000 habitants, per sobre de Sevilla i major encara que París o Londres. La seva riquesa va ser tan gran que en la seva monumental obra "Don Quixot de la Manxa" Miguel de Cervantes la cita dues vegades en la segona part de l'obra (capítols 40 i 45). Paral·lelament es va encunyar la dita castellana "vale un Potosí", que significa que alguna cosa val una fortuna, la documentació més antiga de la qual es troba, segons els registres de la Real Academia Española, a la "Historia del famoso predicador Fray Gerundio de Campazas alias Zotes" (1758), de José Francisco de Isla.
Els espanyols que vivien a la ciutat gaudien d'un luxe increïble. A començaments del segle xvii Potosí ja comptava amb trenta-sis esglésies esplèndidament ornamentades, altres tantes cases de joc i catorze escoles de ball.Hi havien salons de balls, teatres i taulats per les festes que lluïen riquíssims tapissos, cortinatges, blasons i obres d'orfebreria. Dels balcons de les cases penjaven damascs acolorits i làmines d'or i plata. El 1579 ja havia a Potosi vuit tafurs professionals i cent vint prostitutes cèlebres, amb resplendents salons a on concorrien els miners rics. El 1608 es festejava les festes del Santíssim Sagrament amb sis dies de comèdies i sis nits de màscares, vuit dies de toro i tres de saraus, dues de tornejos i altres de festa. D'argent eren els altars de les esglésies i les ales dels querubins en les processons. A les cases dels miners més potentats circulaven tota mena de perfums, joies, porcellanes i objectes sumptuosos, i es diu que fins a les ferradures dels cavalls eren d'argent.
Però la població indígena, en tant, patia una explotació infrahumana. Desenes de milers d'indígenes van ser sotmesos a la "mita", un sistema d'esclavitud que ja era habitual en el "incari", però l'ús van intensificar els espanyols, i va créixer encara més a instàncies del virrei Francisco de Toledo, davant la manca de mà d'obra per la mineria. Als "mitayos" (com se'n deia els indis sotmesos a la "mita") se'ls feia treballar fins a 16 hores diàries, cavant túnels, extraient el metall manualment o a pic, etc. Eren molt freqüents els esfondraments i altres accidents, que ocasionaven la mort de centenars de treballadors. Les revoltes eren ofegades a sang i foc. És probable que fins a 15.000 indígenes hagin mort en l'explotació de la plata, entre 1545 i 1625.
La producció d'argent va arribar al seu punt màxim al voltant de l'any 1650, moment en el qual les vetes van començar a esgotar-se, i Potosí va entrar en un camí decadent del que no va poder recuperar-se mai. El 1719, una epidèmia de tifus va matar prop de 22.000 persones, i tantes altres van abandonar la ciutat. El 1750 la població es va reduir a 70.000 habitants. Trenta anys després, va caure a 35.000 habitants. Des de 1776 Potosí, com tot l'Alt Perú (l'actual Bolívia), va passar a formar part del Virregnat del Riu de la Plata, per la qual cosa la plata va deixar d'embarcar a Espanya pel port d'Arica i va començar a embarcar pel de Buenos Aires, a 55 dies a cavall de distància. Quan va esclatar el moviment d'independència, la població havia baixat a només 8.000 habitants.
El que va salvar Potosí de convertir-se en un poble fantasma va ser la producció d'estany, un metall al qual els espanyols mai li van donar importància, la producció es va iniciar durant la primera meitat del segle xix. Però a principis del segle xx, la sobre producció va fer que els preus internacionals caiguessin, per la qual cosa Potosí va tornar a enfonsar en la pobresa.
En l'actualitat, les esglésies d'estil barroc i les elegants mansions, avui convertides en museus, es mantenen com un viu record de l'època espanyola.

## Altitud

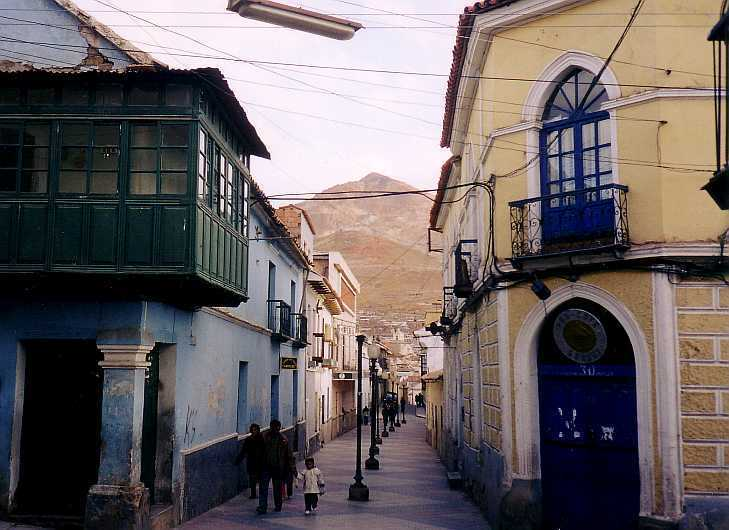
Un carrer de Potosí

L'elevació de la ciutat respecte al nivell del mar ha motivat enceses polèmiques, perquè les autoritats potosines tracten de minimitzar l'altitud de la ciutat, a fi d'aconseguir atreure competicions esportives internacionals, sobretot partits de futbol.
Se sosté insistentment que Potosí és la tercera ciutat més alta del món, darrere de Wenzhuan, a la Xina, (5.100 msnm), i Cerro de Pasco, al Perú (4.384 msnm), i no la segona, com ho afirma la premsa internacional. Però Wenzhuan sembla un petit poble de no més de 5.000 habitants, per la qual cosa Potosí seria, en realitat, la segona ciutat (en l'estricte sentit de la paraula "ciutat") més alta del món.
La polèmica va tornar a revifar després d'un partit disputat el 14 de febrer de 2007, entre el club Flamengo, del Brasil, amb el Real Potosí per la Copa Libertadores d'Amèrica, en el qual Flamengo va aconseguir empatar agònicament per 2-2 (Real Potosí començar guanyant per 2-0). Després de la trobada, el Flamengo va presentar una enèrgica protesta davant la Confederació Brasilera de Futbol:
(...) La pràctica esportiva, en condicions no recomanades per la medicina, fa de l'esforç físic un acte bàrbar, degrada la condició humana i posa en risc la vida dels atletes. No prohibir jocs en aquestes condicions és el mateix que ser tolerant amb el dopatge. (...) 
La CBF, al seu torn, va influir en la decisió de la FIFA de prohibir la disputa de partits internacionals en ciutats amb alçada superior a 2.500 msnm, el que va afectar no només a Potosí sinó també a La Paz, Quito i Bogotà.
La ciutat té, en realitat, diferents altituds. El 2002 l'alcaldia va encomanar a la companyia danesa Kampsax l'execució d'un cadastre urbà que va incloure la mesura de l'alçada del municipi de Potosí. Així, el punt de menor elevació del municipi és Mondragón (3.200 msnm), mentre que el de major elevació és el barri Nou Potosí, en T'ikaloma (4.400 msnm).
Però, l'alçada oficial de Potosí és la que va ser establerta en la plaça principal, que no està en el centre de la ciutat, ja que aquesta va créixer majoritàriament cap al sud. L'empresa Kampsax va determinar que la Plaça 10 de novembre té una elevació exacta de 3.826,7 metres sobre el nivell del mar, de manera que aquesta és l'altitud oficial de Potosí. L'estadi "Víctor Agustín Ugarte" està a la zona de San Clemente, a menor elevació que la plaça principal, per la qual cosa no supera els 3.700 msnm.

## Economia

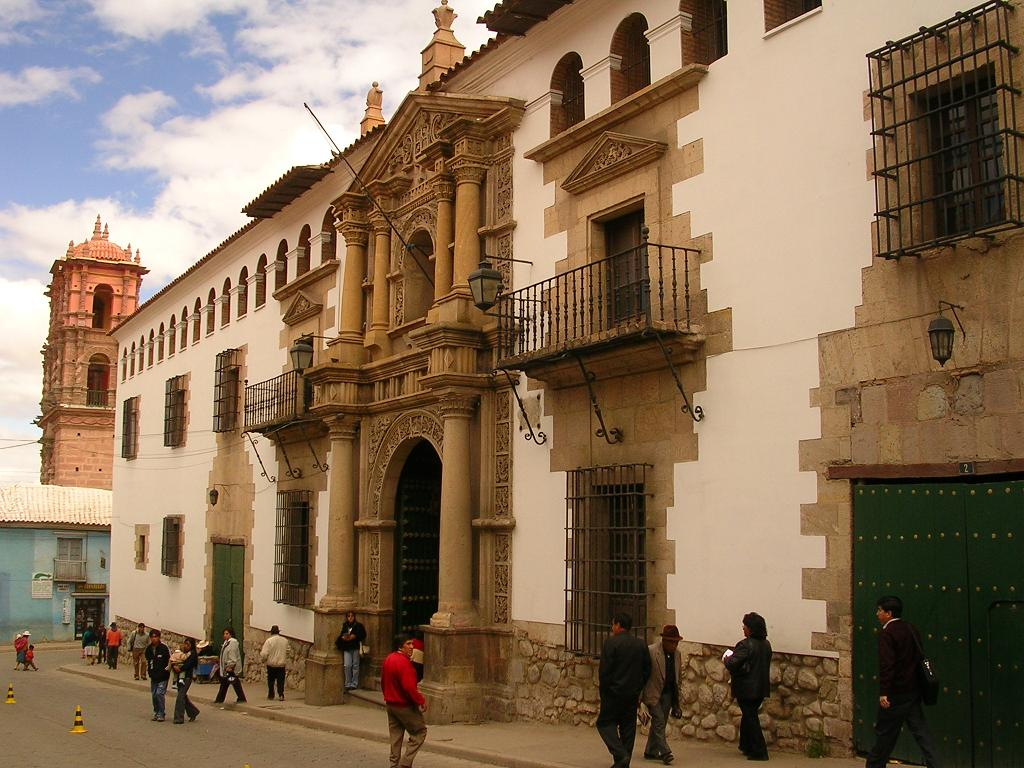
Casa de la Moneda

### Mineria
L'economia Potosina té com a producte nominal dels minerals, l'explotació, tant en el passat com actualment, han estat els productes més notables i potser coneguts. Actualment la mineria ha incrementat el seu valor d'exportacions netes en 126 per cent, amb un lleu increment en el seu tonatge (el valor de les exportacions van augmentar per l'increment del preu; més no així per l'increment de les seves quantitats).
Potosí és un dels majors explotadors d'estany i plata. Actualment es gesten grans projectes de concentració de minerals de baixa llei (sobretot deixalles d'argent, acumulats des d'èpoques colonials) i derivats, Sant Bartomeu, a càrrec de l'empresa Manquiri, i explotació de la part sud del país, a càrrec de l'empresa Sinchi Wayra.
Potosí és conegut per les seves grans reserves mineralògiques en explotació i en reserva, El salar d'Uyuni, la major reserva de liti i no-metalls del món, amb petites empreses d'explotació manual, i centres miners concentrats a la ciutat i en algunes províncies properes

### Agricultura
Potosí no és molt notable per la seva agricultura, de tipus altiplà. Sobresurten les produccions de papa en les seves diferents varietats, quinoa Reial, la demanda excedeix molt l'oferta, algunes espècies de Moresc, i productes alimentaris diversos, que generalment, són destinats a consum i mercat local.

### Indústria
La indústria Potosina es caracteritza especialment per petites empreses, algunes mitjanes al rubra de la cervesa o elaboració d'aliments.

## Cultura
Potosí va ser declarada Patrimoni de la Humanitat per la UNESCO el 1987.

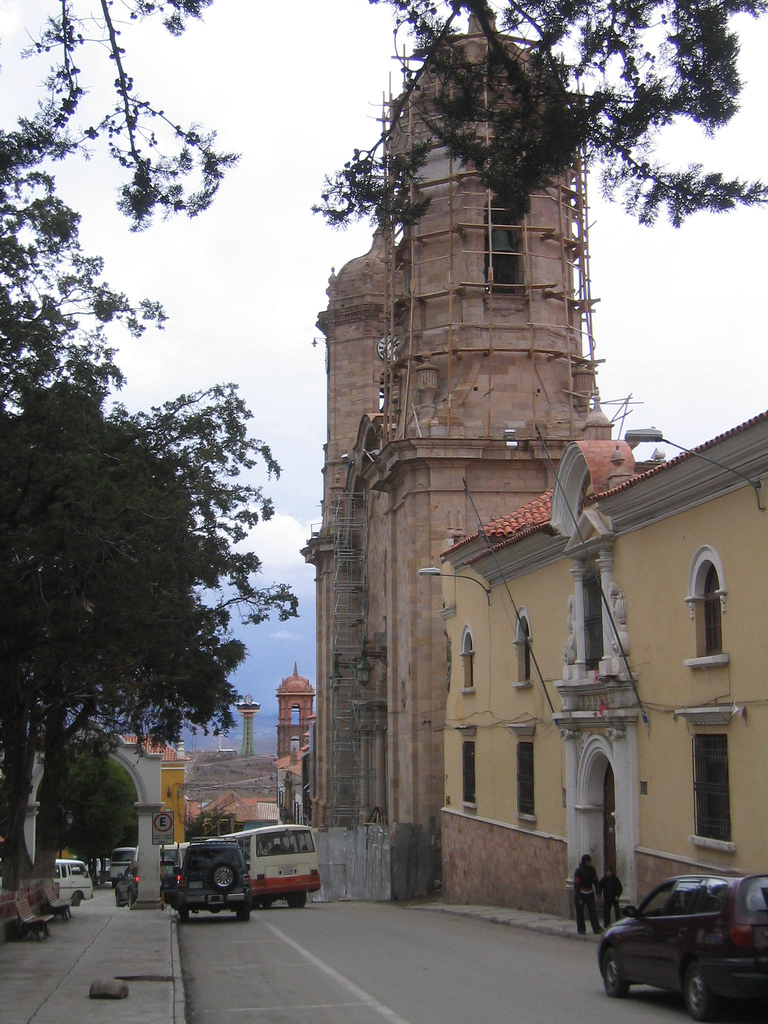
Catedral de Potosí en obres

La ciutat compta amb un gran patrimoni arquitectònic, està representat per nombroses construccions colonials: La Catedral de Potosí, d'estil barroc i neoclàssic; la Casa de la Moneda, construïda entre 1757 i 1773, que conserva importants arxius colonials i constitueix un dels edificis civils més destacats de l'Amèrica Llatina, així com la Universitat Tomás Frías.
Un dels símbols de la ciutat és la Torre de la Companyia, un convent religiós del segle xviii, que reflecteix la màxima esplendor de Potosí, la seva edificació es va concebre com un arc del triundo amb cinc obertures, trenta-dues columnes salomòniques i tres cúpules de mitja taronja. És una ostensible expressió de l'espiritualitat de l'època.
A l'església de Sant Francesc, igual que a la de l'Església de Sant Llorenç, es poden observar una gran exposició artística en el seu interior, amb la inclusió de deïtats indígenes i símbols del cristianisme. Aquestes són només una part de les nombroses esglésies que es troben a Potosí que es distribueixen pràcticament cada dos illes.
A partir de 1991 les autoritats locals han emprès un ambiciós pla de rehabilitació del Centre Històric, amb l'ajut de l'Agència Espanyola de Cooperació. El Pla va ser dirigit pels arquitectes Rafael Fontes d'Espanya i Luis Prado de Bolívia.